# Італійська республіка (Наполеонівська)
Італійська республіка (італ. Repubblica Italiana; фр. République italienne) — короткотривале (1802 — 1805) державне утворення в Північній Італії. Було васальною державою Франції за часів Наполеона І.
Була правонаступником Цизальпійської республіки, змінивши конституцію задля того аби Наполеон І став її президентом.
У 1805, після того як Бонапарт став імператором Франції, Італійська республіка перетворена на Італійське королівство з Наполеоном на чолі як королем, і Еженом Богарне як віце-королем.

## Республіка
Італійська Республіка була наступницею Цизальпінської Республіки, яка змінила свою конституцію, дозволивши Першому консулу Франції Наполеону стати її президентом. Нова конституція змінила назву держави на «Італійська Республіка». Її територія збігалася з територією Цизальпінської Республіки та охоплювала насамперед Ломбардію і Романью.
Республіка займала площу понад 42 500 км² та мала населення близько 3 840 000 осіб, поділене на 12 департаментів. Столицею був Мілан, де у 1764 році проживало близько 124 000 мешканців. Держава залишалася відносно заможною попри попередні століття розграбувань. Її економіка ґрунтувалася на вирощуванні зернових культур і тваринництві, а також на розвинених дрібних промислах, особливо виробництві шовку.
Прапор Італійської Республіки зберіг три національні італійсько-міланські кольори, але у зміненому, менш революційному вигляді. Герб було затверджено декретом від 13 травня 1802 року. Договір про дружбу і торгівлю з Республікою Сан-Марино підписано 10 червня 1802 року, а конкордат зі Святим Престолом — 16 вересня 1803 року.
Уряд створив Національну гвардію Італії, Національну жандармерію та фінансову поліцію. Було запроваджено метричну систему та сплановано запровадження національної валюти, однак її так і не встигли карбувати в республіканський період.
У 1805 році, після проголошення Наполеона імператором французів, Італійська Республіка була перетворена на Королівство Італія (італ. Regno d'Italia), королем якого став Наполеон, а віце-королем — його пасинок Ежен де Богарне.

## Інституційна форма
Згідно з Конституцією Італії 1802 року, суверенітет належав трьом виборчим колегіям, що складалися з 3 до 200 членів: Колегії власників (італ. il Collegio dei possidenti), Колегії учених (італ. il Collegio dei dotti) та Колегії торговців (італ. il Collegio dei mercanti), перша з яких мала резиденцію в Мілані, друга — у Болоньї, третя — у Брешії. Усі колегії обирали комісію контролю та верховного управління, що називалася Цензурою (італ. la Censura), з 21 члена і з осідком у Кремоні.
Головою держави був президент республіки (італ. il Presidente della repubblica) — Наполеон Бонапарт, обраний на 10 років. Президент мав повну виконавчу владу, призначав віцепрезидента (італ. il Vicepresidente) та державного секретаря, ініціював закони і дипломатичні акти, обирав міністрів, державних агентів, послів і командувачів армією, скликав виконавчі ради та готував бюджет. Віцепрезидентом був Франческо Мельці д’Еріль, який виконував обов’язки президента під час його відсутності. Мельці ефективно керував внутрішніми справами держави протягом трьох років існування республіки. Після проголошення монархії Мельці було усунуто на користь більш лояльних осіб, однак його характер забезпечив йому особисту повагу Наполеона протягом усього часу існування Французької імперії. Мельці також запровадив обов’язковий військовий призов в Італії.
Консульта (італ. la Consulta di Stato) була комісією з восьми членів на чолі з президентом республіки та відповідала за зовнішню політику. Її членів призначала Цензура за поданням трьох колегій; багато колишніх членів Директорії Цизальпінської Республіки увійшли до її складу. Консульта ратифікувала міжнародні договори, затверджувала особливі декрети щодо безпеки держави, а у випадку смерті чи відставки президента призначала його наступника. Міністром закордонних справ ставав один із комісарів.
Законодавча рада (італ. il Consiglio legislativo) була комісією щонайменше з десяти членів, призначених президентом на три роки. Її завданням було допомагати президенту в підготовці законопроєктів та бути присутньою під час їх розгляду в парламенті. Державний секретар (італ. il segretario di Stato) очолював державну адміністрацію, оприлюднював закони, зберігав державну печатку та скріплював підписом акти президента. Першим секретарем був Дієго Гвіччарді, якого згодом замінили Пеллегріно Нобілі та Луїджі Ваккарі.
Уряд складався з семи міністрів (італ. i ministri): міністра війни (спочатку Алессандро Тривульці, з 1804 року генерал Доменіко Піно), міністра внутрішніх справ (спочатку Луїджі Вілла, з 1803 року Данієле Фелічі), міністра закордонних справ (Фердінандо Марескалькі), міністра юстиції та великого судді (Бонавентура Спанноккі), міністра скарбниці (Антоніо Венері), міністра фінансів (Джузеппе Пріна) та міністра релігії (Джованні Бовара). Для складання бюджету урядові допомагала Комісія з національної звітності.
Парламентом республіки був Законодавчий корпус (італ. il Corpo Legislativo) з обмеженими повноваженнями. Він складався з 75 членів, обраних у кожному департаменті трьома колегіями. Парламент скликав президент, а його компетенція зводилася до схвалення чи відхилення законів; обговорення відбувалося у вузькій Палаті промовців (італ. Camera degli oratori), комітеті з п’ятнадцяти депутатів. Третину парламенту мали оновлювати кожні два роки.
Судова система складалася з судів першої інстанції (італ. tribunali di prima istanza), апеляційних судів (італ. corti d'appello), судів перегляду (італ. corti di revisione) та касаційного суду (італ. corte di cassazione). Суддів перших двох рівнів призначала Консульта, двох останніх — три колегії.